# Liste der Gefäßpflanzen Deutschlands/M
- Mädesüß, Echtes (Filipendula ulmaria) - Familie: Rosaceae
- Mädesüß, Kleines (Filipendula vulgaris) - Familie: Rosaceae
- Mahonie, Gewöhnliche (Mahonia aquifolium) - Familie: Berberidaceae
- Maiglöckchen (Convallaria majalis) - Familie: Convallariaceae
- Malve, Kleinblütige (Malva pusilla) - Familie: Malvaceae
- Malve, Moschus- (Malva moschata) - Familie: Malvaceae
- Malve, Rosen- (Malva alcea) - Familie: Malvaceae
- Malve, Weg- (Malva neglecta) - Familie: Malvaceae
- Malve, Wilde (Malva sylvestris) - Familie: Malvaceae
- Mannsschild, Bewimperter (Androsace chamaejasme) - Familie: Primulaceae
- Mannsschild, Dolomiten- (Androsace hausmannii) - Familie: Primulaceae
- Mannsschild, Großer (Androsace maxima) - Familie: Primulaceae
- Mannsschild, Langgestielter (Androsace elongata) - Familie: Primulaceae
- Mannsschild, Milchweißer (Androsace lactea) - Familie: Primulaceae
- Mannsschild, Nördlicher (Androsace septentrionalis) - Familie: Primulaceae
- Mannsschild, Schweizer (Androsace helvetica) - Familie: Primulaceae
- Mannsschild, Stumpfblättriger (Androsace obtusifolia) - Familie: Primulaceae
- Mannstreu, Feld- (Eryngium campestre) - Familie: Apiaceae
- Mannstreu, Flachblättriger (Eryngium planum) - Familie: Apiaceae
- Margerite, Alpen- (Leucanthemopsis alpina) - Familie: Asteraceae
- Margerite, Fettwiesen- (Leucanthemum ircutianum) - Familie:Asteraceae
- Margerite, Magerwiesen- (Leucanthemum vulgare) - Familie:Asteraceae
- Margerite, Spätblühende (Leucanthemella serotina) - Familie: Asteraceae
- Mariendistel (Silybum marianum) - Familie: Asteraceae
- Mariengras, Duftendes (Hierochloe odorata) - Familie:Poaceae
- Mariengras, Raues (Hierochloe hirta) - Familie:Poaceae
- Mariengras, Südliches (Hierochloe australis) - Familie: Poaceae
- Märzenbecher (Leucojum vernum) - Familie: Amaryllidaceae
- Mastkraut, Alpen- (Sagina saginoides) - Familie: Caryophyllaceae
- Mastkraut, Aufrechtes (Sagina micropetala) - Familie:Caryophyllaceae
- Mastkraut, Knotiges (Sagina nodosa) - Familie: Caryophyllaceae
- Mastkraut, Kronblattloses (Sagina apetala) - Familie:Caryophyllaceae
- Mastkraut, Niederliegendes (Sagina procumbens) - Familie: Caryophyllaceae
- Mastkraut, Pfriemen- (Sagina subulata) - Familie: Caryophyllaceae
- Mastkraut, Strand- (Sagina maritima) - Familie: Caryophyllaceae
- Mauerlattich (Mycelis muralis) - Familie: Asteraceae
- Mauermiere (Paronychia kapela) - Familie: Caryophyllaceae
- Mauerpfeffer, Milder (Sedum sexangulare) - Familie: Crassulaceae
- Mauerpfeffer, Scharfer (Sedum acre) - Familie: Crassulaceae
- Mauerraute (Asplenium ruta-muraria) - Familie: Aspleniaceae
- Mäuseschwänzchen (Myosurus minimus) - Familie: Ranunculaceae
- Meerkohl (Crambe maritima) - Familie: Brassicaceae
- Meerrettich (Armoracia rusticana) - Familie: Brassicaceae
- Meersenf, Europäischer (Cakile maritima) - Familie: Brassicaceae
- Mehlbeere, Arnstädtere Bastard- (Sorbus subcordata) - Familie:Rosaceae
- Mehlbeere, Badische Bastard- (Sorbus badensis) - Familie:Rosaceae
- Mehlbeere, Breitblättrige Bastard- (Sorbus latifolia) - Familie:Rosaceae
- Mehlbeere, Donau- (Sorbus danubialis) - Familie:Rosaceae
- Mehlbeere, Filzige Zwerg- (Sorbus × ambigua (Sorbus aria × S. chamaemespilus)) - Familie: Rosaceae
- Mehlbeere, Fränkische Bastard- (Sorbus franconica) - Familie:Rosaceae
- Mehlbeere, Gewöhnliche (Sorbus aria) - Familie:Rosaceae
- Mehlbeere, Griechische (Sorbus graeca) - Familie:Rosaceae
- Mehlbeere, Heilinger Bastard- (Sorbus heilingensis) - Familie:Rosaceae
- Mehlbeere, Hersbrucker (Sorbus pseudothuringiaca) - Familie:Rosaceae
- Mehlbeere, Österreichische (Sorbus austriaca) - Familie:Rosaceae
- Mehlbeere, Pannonische (Sorbus pannonica) - Familie:Rosaceae
- Mehlbeere, Schinz' (Sorbus × schinzii (Sorbus chamaemespilus × S. mougeotii)) - Familie: Rosaceae
- Mehlbeere, Schwachgelappte Bastard- (Sorbus parumlobata) - Familie:Rosaceae
- Mehlbeere, Schwedische (Sorbus intermedia) - Familie: Rosaceae
- Mehlbeere, Spitzwinklige Bastard- (Sorbus acutisecta) - Familie:Rosaceae
- Mehlbeere, Täuschende Bastard- (Sorbus decipiens) - Familie:Rosaceae
- Mehlbeere, Vielkerbige Bastard- (Sorbus multicrenata) - Familie:Rosaceae
- Mehlbeere, Vogesen- (Sorbus mougeotii) - Familie:Rosaceae
- Mehlbeere, Zwerg- (Sorbus chamaemespilus) - Familie: Rosaceae
- Meier, Acker- (Asperula arvensis) - Familie: Rubiaceae
- Meier, Färber- (Asperula tinctoria) - Familie: Rubiaceae
- Meier, Hügel- (Asperula cynanchica) - Familie:Rubiaceae
- Meisterwurz (Peucedanum ostruthium) - Familie: Apiaceae
- Melde, Garten- (Atriplex hortensis) - Familie: Chenopodiaceae
- Melde, Gelappte (Atriplex laciniata) - Familie: Chenopodiaceae
- Melde, Glanz- (Atriplex sagittata) - Familie: Chenopodiaceae
- Melde, Kahle (Atriplex glabriuscula) - Familie:Chenopodiaceae
- Melde, Langblättrige (Atriplex oblongifolia) - Familie: Chenopodiaceae
- Melde, Nordhäuser (Atriplex × northusiana (Atriplex oblongifolia × A. patula)) - Familie: Chenopodiaceae
- Melde, Pfeilblättrige (Atriplex calotheca) - Familie:Chenopodiaceae
- Melde, Rosen- (Atriplex rosea) - Familie: Chenopodiaceae
- Melde, Spieß- (Atriplex prostrata) - Familie:Chenopodiaceae
- Melde, Spreizende (Atriplex patula) - Familie: Chenopodiaceae
- Melde, Stiel- (Atriplex longipes) - Familie:Chenopodiaceae
- Melde, Strand- (Atriplex littoralis) - Familie: Chenopodiaceae
- Melde, Tataren- (Atriplex tatarica) - Familie: Chenopodiaceae
- Melde, Verschiedensamige (Atriplex micrantha) - Familie: Chenopodiaceae
- Merk, Großer (Sium latifolium) - Familie: Apiaceae
- Merk, Schmalblättriger (Berula erecta) - Familie: Apiaceae
- Miere, Borsten- (Minuartia setacea) - Familie: Caryophyllaceae
- Miere, Büschel- (Minuartia rubra) - Familie: Caryophyllaceae
- Miere, Felsen- (Minuartia rupestris) - Familie:Caryophyllaceae
- Miere, Frühlings- (Minuartia verna) - Familie: Caryophyllaceae
- Miere, Klebrige (Minuartia viscosa) - Familie: Caryophyllaceae
- Miere, Österreichische (Minuartia austriaca) - Familie: Caryophyllaceae
- Miere, Polster- (Minuartia cherlerioides) - Familie: Caryophyllaceae
- Miere, Steife (Minuartia stricta) - Familie: Caryophyllaceae
- Miere, Zwerg- (Minuartia sedoides) - Familie: Caryophyllaceae
- Milchkraut, Strand- (Glaux maritima) - Familie: Primulaceae
- Milchlattich, Alpen- (Cicerbita alpina) - Familie: Asteraceae
- Milchlattich, Französischer (Cicerbita plumieri) - Familie: Asteraceae
- Milchstern, Gewöhnlicher Dolden- (Ornithogalum umbellatum) - Familie:Liliaceae
- Milchstern, Grüner (Ornithogalum boucheanum) - Familie:Liliaceae
- Milchstern, Kochs (Ornithogalum kochii) - Familie:Liliaceae
- Milchstern, Nickender (Ornithogalum nutans) - Familie:Liliaceae
- Milchstern, Pyramiden- (Ornithogalum pyramidale) - Familie:Liliaceae
- Milchstern, Pyrenäen- (Ornithogalum pyrenaicum) - Familie: Liliaceae
- Milchstern, Schmalblättriger Dolden- (Ornithogalum orthophyllum) - Familie:Liliaceae
- Milchstern, Schmalblättriger Dolden- (Ornithogalum angustifolium) - Familie:Liliaceae
- Milzkraut, Gegenblättriges (Chrysosplenium oppositifolium) - Familie: Saxifragaceae
- Milzkraut, Wechselblättriges (Chrysosplenium alternifolium) - Familie: Saxifragaceae
- Minze, Acker- (Mentha arvensis) - Familie: Lamiaceae
- Minze, Dalmatiner (Mentha × dalmatica (Mentha arvensis × M. longifolia)) - Familie:Lamiaceae
- Minze, Edel- (Mentha × gracilis (Mentha arvensis × M. spicata)) - Familie:Lamiaceae
- Minze, Gebüsch- (Mentha × dumetorum (Mentha aquatica × M. longifolia)) - Familie:Lamiaceae
- Minze, Grüne (Mentha spicata) - Familie:Lamiaceae
- Minze, Hain- (Mentha × villosa (Mentha spicata × M. suaveolens)) - Familie:Lamiaceae
- Minze, Kärntner (Mentha × carinthiaca (Mentha arvensis × M. suaveolens)) - Familie:Lamiaceae
- Minze, Pfeffer- (Mentha × piperita (Mentha aquatica × M. spicata)) - Familie:Lamiaceae
- Minze, Polei- (Mentha pulegium) - Familie: Lamiaceae
- Minze, Quirl- (Mentha × verticillata (Mentha aquatica × M. arvensis)) - Familie:Lamiaceae
- Minze, Roß- (Mentha longifolia) - Familie:Lamiaceae
- Minze, Rundblättrige (Mentha suaveolens) - Familie:Lamiaceae
- Minze, Wasser- (Mentha aquatica) - Familie: Lamiaceae
- Mispel, Echte (Mespilus germanica) - Familie: Rosaceae
- Mistel (Viscum album) - Familie: Viscaceae
- Mohn, Alpen- (Papaver alpinum) - Familie: Papaveraceae
- Mohn, Bastard- (Papaver hybridum) - Familie: Papaveraceae
- Mohn, Kalifornischer (Eschscholzia californica) - Familie: Papaveraceae
- Mohn, Klatsch- (Papaver rhoeas) - Familie: Papaveraceae
- Mohn, Saat- (Papaver dubium) - Familie: Papaveraceae
- Mohn, Sand- (Papaver argemone) - Familie: Papaveraceae
- Mohn, Schlaf- (Papaver somniferum) - Familie: Papaveraceae
- Möhre, Wilde (Daucus carota) - Familie: Apiaceae
- Mohrenhirse, Wilde (Sorghum halepense) - Familie: Poaceae
- Moltebeere (Rubus chamaemorus) - Familie: Rosaceae
- Mönchskraut, Braunes (Nonea pulla) - Familie: Boraginaceae
- Mönchskraut, Rosenrotes (Nonea rosea) - Familie: Boraginaceae
- Mondraute, Ästige (Botrychium matricariifolium) - Familie: Ophioglossaceae
- Mondraute, Echte (Botrychium lunaria) - Familie: Ophioglossaceae
- Mondraute, Einfache (Botrychium simplex) - Familie: Ophioglossaceae
- Mondraute, Vielteilige (Botrychium multifidum) - Familie: Ophioglossaceae
- Mondraute, Virginische (Botrychium virginianum) - Familie: Ophioglossaceae
- Moorbinse, Borstige (Isolepis setacea) - Familie: Cyperaceae
- Moorbinse, Flutende (Isolepis fluitans) - Familie: Cyperaceae
- Moorglöckchen, Efeu- (Wahlenbergia hederacea) - Familie: Campanulaceae
- Moosbeere, Gewöhnliche (Vaccinium oxycoccos) - Familie:Ericaceae
- Moosbeere, Großfrüchtige (Vaccinium macrocarpon) - Familie:Ericaceae
- Moosfarn, Dorniger (Selaginella selaginoides) - Familie: Selaginellaceae
- Moosfarn, Schweizer (Selaginella helvetica) - Familie: Selaginellaceae
- Moosglöckchen (Linnaea borealis) - Familie: Caprifoliaceae
- Moschuskraut (Adoxa moschatellina) - Familie: Adoxaceae
- Mutterkraut (Tanacetum parthenium) - Familie: Asteraceae
- Mutterwurz, Alpen- (Ligusticum mutellina) - Familie: Apiaceae
- Mutterwurz, Kleine (Ligusticum mutellinoides) - Familie: Apiaceae
- Myrte (Myrtus communis) - Familie: Myrtaceae